# احمد ناصر
احمد ناصر (انگلیسی: Ahmed Naseer؛ زادهٔ ۳۱ اکتبر ۱۹۷۵) اقتصاددان اهل مالدیو است.

## تحصیلات
وی از دانش‌آموختگان کالج ویلیامز است.

## افتخارات
وی همچنین برندهٔ جوایزی همچون برنامه فولبرایت شده‌است.